# Coupe d'Irlande du Nord de football
 (juin 2019).
Si vous disposez d'ouvrages ou d'articles de référence ou si vous connaissez des sites web de qualité traitant du thème abordé ici, merci de compléter l'article en donnant les références utiles à sa vérifiabilité et en les liant à la section « Notes et références ».
La Coupe d'Irlande du Nord de football, appelée officiellement  Irish Football Association Challenge Cup en anglais, est une compétition annuelle de football disputée entre clubs nord-irlandais. Cette compétition a été créée en 1880, ce qui fait d'elle la quatrième plus ancienne compétition de football au monde. Avant la séparation de l'île d'Irlande en 1921, l'épreuve rassemblait des clubs de l'ensemble de l'île. Depuis cette date et la création de l'État d'Irlande, la compétition ne regroupe plus que les clubs affiliés à l'IFA et donc situés en Irlande du Nord.
Le Linfield Football Club est le club le plus titré dans l'histoire de l'épreuve avec 44 victoires depuis la première en 1891.
La compétition a régulièrement changé de dénomination pour des raisons commerciales. Son nom commercial actuel est Tennent's Irish Cup car depuis 2015 le principal sponsor est Tennet's Lager, un brasseur basé à Glasgow en Écosse. Les noms précédents reflétaient les différents sponsors :  Nationwide Building Society, Bass Ireland Ltd et JJB Sports.

## Histoire
La Coupe d'Irlande est organisée pour la toute première fois lors de la saison 1880-81, avec sept clubs participants. Le tirage au sort du premier tour se déroule le 10 janvier 1881 et le premier tour (et les premiers matches de la Coupe d'Irlande) ont lieu le 5 février 1881. Le premier vainqueur de la compétition est le Moyola Park Football Club, un club de Castledawson dans le comté de Londonderry. Il bat en finale et sur son terrain le Cliftonville Football Club de Belfast 1-0 le 9 avril 1881. Depuis sa création, la Coupe d'Irlande a toujours été, et continue d'être, considérée comme la plus importante compétition de ce type en Irlande du Nord (et avant 1921 en Irlande), juste derrière le championnat national. La finale de la coupe est le point culminant de la saison nationale en Irlande du Nord et attire généralement un plus grand nombre de spectateurs que tous les matchs de club.
Depuis la création de la Ligue irlandaise de football en 1890-1891, à l'exclusion des années de la Première et de la Seconde Guerre mondiale pendant lesquelles les compétitions sportives ont été suspendues, la Coupe a été remportée à chaque fois par des clubs appartenant à la première division nord-irlandaise, sauf à trois reprises, lorsque des clubs "juniors" ont battu en finale des adversaires seniors : en 1928, Willowfield bat Larne 1-0 ; en 1955 Dundela, Glenavon 3-0 et en 1976, Carrick Rangers battent Linfield 2-1. 
Dans les premières années, les régiments de l'armée stationnés en Irlande participent à la compétition. Trois ont atteint la finale : les Gordon Highlanders en 1890, le Black Watch (Limerick) en 1892 et les Sherwood Foresters (basès au Curragh, County Kildare) en 1897. Les Gordon Highlanders étant la seule équipe de l'armée à remporter la Coupe.
Entre 1881 et 1921, alors que la Coupe d'Irlande était une compétition entièrement irlandaise, les clubs du sud (de ce qui allait devenir l'État libre d'Irlande et plus tard l'État d'Irlande n'ont remporté la compétition que quatre fois sur un total de 41 : Shelbourne (de Dublin) a gagné trois fois en 1906, 1911 et 1920 et les Bohemians (également de Dublin) l'ont gagné en 1908. Il y a eu deux finales dans le sud : Les Bohémiens battant Shelbourne en 1908 et Shelbourne battant les Bohémiens en 1911. Shelbourne, Bohemians et Derry City sont les seuls clubs à avoir remporté la Coupe d'Irlande et la FAI Cup. Les autres clubs du sud de l'Irlande à avoir participé à la compétition sont James's Gate, Dublin Association, Tritonville et Richmond Rovers.
Lors de la deuxième compétition, en 1881-1882, Queen's Island Football Club devint le premier club de Belfast à remporter la Coupe. Le trophée ne quitta Belfast que 24 ans plus tard, lorsqu'en 1905-1906, Shelbourne devint le premier club de Dublin à la gagner. Sur les 140 compétitions disputées depuis 1881, les clubs de Belfast ont remporté la Coupe 103 fois.

## Palmarès

### Vainqueurs et finalistes
Les vainqueurs et les finalistes de la coupe d'Irlande du Nord de football sont :
| Saison    | Vainqueur                      | Score T.a.b.  | Finaliste                                        |
| --------- | ------------------------------ | ------------- | ------------------------------------------------ |
| 1880-1881 | Moyola Park Football Club      | 1-0           | Cliftonville FC                                  |
| 1881-1882 | Queen's Island Football Club   | 2-1           | Cliftonville FC                                  |
| 1882-1883 | Cliftonville Football Club (1) | 5-0           | Ulster Football Club                             |
| 1883-1884 | Distillery Football Club (1)   | 5-0           | Wellington Park                                  |
| 1884-1885 | Distillery Football Club (2)   | 2-0           | Limavady United Football Club                    |
| 1885-1886 | Distillery Football Club (3)   | 1-0           | Limavady United Football Club                    |
| 1886-1887 | Ulster Football Club           | 3-0           | Cliftonville FC                                  |
| 1887-1888 | Cliftonville Football Club (2) | 2-1           | Distillery FC                                    |
| 1888-1889 | Distillery Football Club (4)   | 5-4           | Belfast YMCA                                     |
| 1889-1890 | Gordon Highlanders             | 2-2/3-1       | Cliftonville FC                                  |
| 1890-1891 | Linfield FC                    | 4-2           | Ulster FC                                        |
| 1891-1892 | Linfield FC                    | 7-0           | The Black Watch (Limerick)                       |
| 1892/93   | Linfield FC                    | 5-1           | Cliftonville FC                                  |
| 1893/94   | Distillery FC                  | 2-2/3-2       | Linfield FC                                      |
| 1894/95   | Linfield FC                    | 10-1          | Bohemians FC                                     |
| 1895/96   | Distillery FC                  | 3-1           | Glentoran FC                                     |
| 1896/97   | Cliftonville FC                | 3-1           | Sherwood Foresters (en)                          |
| 1897/98   | Linfield FC                    | 2-0           | Saint Columb's Hall Celtic                       |
| 1898/99   | Linfield FC                    | 2-1           | Glentoran FC                                     |
| 1899/00   | Cliftonville FC                | 2-1           | Bohemians FC                                     |
| 1900/01   | Cliftonville FC                | 1-0           | Freebooters FC                                   |
| 1901/02   | Linfield FC                    | 5-0           | Distillery FC                                    |
| 1902/03   | Distillery FC                  | 3-1           | Bohemians FC                                     |
| 1903/04   | Linfield FC                    | 5-1           | Derry Celtic                                     |
| 1904/05   | Distillery FC                  | 3-0           | Shelbourne FC                                    |
| 1905/06   | Shelbourne FC                  | 2-0           | Belfast Celtic                                   |
| 1906/07   | Cliftonville FC                | 0-0/1-0       | Shelbourne FC                                    |
| 1907/08   | Bohemians FC                   | 1-1/3-1       | Shelbourne FC                                    |
| 1908/09   | Cliftonville FC                | 0-0/2-1       | Bohemians FC                                     |
| 1909/10   | Distillery FC                  | 1-0           | Cliftonville FC                                  |
| 1910/11   | Shelbourne FC                  | 0-0/2-1       | Bohemians FC                                     |
| 1911/12   | Linfield FC                    | -             | (Par forfait des autres clubs)                   |
| 1912/13   | Linfield FC                    | 2-0           | Glentoran FC                                     |
| 1913/14   | Glentoran FC                   | 3-1           | Linfield FC                                      |
| 1914/15   | Linfield FC                    | 1-0           | Belfast Celtic                                   |
| 1915/16   | Linfield FC                    | 1-1/1-0       | Glentoran FC                                     |
| 1916/17   | Glentoran FC                   | 2-0           | Belfast Celtic                                   |
| 1917/18   | Belfast Celtic                 | 0-0/0-0/2-0   | Linfield FC                                      |
| 1918/19   | Linfield FC                    | 2-1           | Glentoran FC                                     |
| 1919/20   | Shelbourne FC                  | -             | (Par forfait du finaliste)                       |
| 1920/21   | Glentoran FC                   | 2-0           | Glenavon FC                                      |
| 1921/22   | Linfield FC                    | 2-0           | Glenavon FC                                      |
| 1922/23   | Linfield FC                    | 2-0           | Glentoran FC                                     |
| 1923/24   | Queen's Island FC              | 1-0           | Willowfield Football Club                        |
| 1924/25   | Distillery FC                  | 2-1           | Glentoran FC                                     |
| 1925/26   | Belfast Celtic                 | 3-2           | Linfield FC                                      |
| 1926/27   | Ards FC                        | 3-2           | Cliftonville FC                                  |
| 1927/28   | Willowfield Football Club      | 1-0           | Larne FC                                         |
| 1928/29   | Ballymena FC                   | 2-1           | Belfast Celtic                                   |
| 1929/30   | Linfield FC                    | 4-3           | Ballymena FC                                     |
| 1930/31   | Linfield FC                    | 3-0           | Ballymena FC                                     |
| 1931/32   | Glentoran FC                   | 2-1           | Linfield FC                                      |
| 1932/33   | Glentoran FC                   | 3-1           | Distillery FC                                    |
| 1933/34   | Linfield FC                    | 4-0           | Cliftonville FC                                  |
| 1934/35   | Glentoran FC                   | 1-0           | Larne FC                                         |
| 1935/36   | Linfield FC                    | 2-0           | Derry City FC                                    |
| 1936/37   | Belfast Celtic                 | 3-0           | Linfield FC                                      |
| 1937/38   | Belfast Celtic                 | 2-0           | Bangor FC                                        |
| 1938/39   | Linfield FC                    | 2-0           | Ballymena United                                 |
| 1939/40   | Ballymena United               | 2-0           | Glenavon FC                                      |
| 1940/41   | Belfast Celtic                 | 1-0           | Linfield FC                                      |
| 1941/42   | Linfield FC                    | 3-1           | Glentoran FC                                     |
| 1942/43   | Belfast Celtic                 | 1-0           | Glentoran FC                                     |
| 1943/44   | Belfast Celtic                 | 3-1           | Linfield FC                                      |
| 1944/45   | Linfield FC                    | 4-2           | Glentoran FC                                     |
| 1945/46   | Linfield FC                    | 3-0           | Distillery FC                                    |
| 1946/47   | Belfast Celtic                 | 1-0           | Glentoran FC                                     |
| 1947/48   | Linfield FC                    | 3-0           | Coleraine FC                                     |
| 1948/49   | Derry City FC                  | 1-0           | Glentoran FC                                     |
| 1949/50   | Linfield FC                    | 2-1           | Distillery FC                                    |
| 1950/51   | Glentoran FC                   | 3-1           | Ballymena United                                 |
| 1951/52   | Ards FC                        | 1-0           | Glentoran FC                                     |
| 1952/53   | Linfield FC                    | 5-0           | Coleraine FC                                     |
| 1953/54   | Derry City FC                  | 2-2/0-0/1-0   | Glentoran FC                                     |
| 1954/55   | Dundela FC                     | 3-0           | Glenavon FC                                      |
| 1955/56   | Distillery FC                  | 2-2/0-0/1-0   | Glentoran FC                                     |
| 1956/57   | Glenavon FC                    | 2-0           | Derry City FC                                    |
| 1957/58   | Ballymena United               | 2-0           | Linfield FC                                      |
| 1958/59   | Glenavon FC                    | 1-1/2-0       | Ballymena United                                 |
| 1959/60   | Linfield FC                    | 5-1           | Ards FC                                          |
| 1960/61   | Glenavon FC                    | 5-1           | Linfield FC                                      |
| 1961/62   | Linfield FC                    | 4-0           | Portadown FC                                     |
| 1962/63   | Linfield FC                    | 2-1           | Distillery FC                                    |
| 1963/64   | Derry City FC                  | 2-0           | Glentoran FC                                     |
| 1964/65   | Coleraine FC                   | 2-1           | Glenavon FC                                      |
| 1965/66   | Glentoran FC                   | 2-0           | Linfield FC                                      |
| 1966/67   | Crusaders FC                   | 3-1           | Glentoran FC                                     |
| 1967/68   | Crusaders FC                   | 2-0           | Linfield FC                                      |
| 1968/69   | Ards FC                        | 0-0/4-2       | Distillery FC                                    |
| 1969/70   | Linfield FC                    | 2-1           | Ballymena United                                 |
| 1970/71   | Distillery FC                  | 3-0           | Derry City FC                                    |
| 1971/72   | Coleraine FC                   | 2-1           | Portadown FC                                     |
| 1972/73   | Glentoran FC                   | 3-2           | Linfield FC                                      |
| 1973/74   | Ards FC                        | 2-1           | Ballymena United                                 |
| 1974/75   | Coleraine FC                   | 1-1/0-0/1-0   | Linfield FC                                      |
| 1975/76   | Carrick Rangers                | 2-1           | Linfield FC                                      |
| 1976/77   | Coleraine FC                   | 4-1           | Linfield FC                                      |
| 1977/78   | Linfield FC                    | 3-1           | Ballymena United                                 |
| 1978/79   | Cliftonville FC                | 3-2           | Portadown FC                                     |
| 1979/80   | Linfield FC                    | 2-0           | Crusaders FC                                     |
| 1980/81   | Ballymena United               | 1-0           | Glenavon FC                                      |
| 1981/82   | Linfield FC                    | 2-1           | Coleraine FC                                     |
| 1982/83   | Glentoran FC                   | 1-1/2-1       | Linfield FC                                      |
| 1983/84   | Ballymena United               | 4-1           | Carrick Rangers                                  |
| 1984/85   | Glentoran FC                   | 1-1/1-0       | Linfield FC                                      |
| 1985/86   | Glentoran FC                   | 4-1           | Coleraine FC                                     |
| 1986/87   | Glentoran FC                   | 1-0           | Larne FC                                         |
| 1987/88   | Glentoran FC                   | 1-0           | Glenavon FC                                      |
| 1988/89   | Ballymena United               | 1-0           | Larne FC                                         |
| 1989/90   | Glentoran FC                   | 3-0           | Portadown FC                                     |
| 1990/91   | Portadown FC                   | 2-1           | Glenavon FC                                      |
| 1991/92   | Glenavon FC                    | 2-1           | Linfield FC                                      |
| 1992/93   | Bangor FC                      | 1-1/1-1/1-0   | Ards FC                                          |
| 1993/94   | Linfield FC                    | 2-0           | Bangor FC                                        |
| 1994/95   | Linfield FC                    | 3-1           | Carrick Rangers                                  |
| 1995/96   | Glentoran FC                   | 1-0           | Glenavon FC                                      |
| 1996/97   | Glenavon FC                    | 1-0           | Cliftonville FC                                  |
| 1997/98   | Glentoran FC                   | 1-0           | Glenavon FC                                      |
| 1998/99   | Portadown FC                   | -             | Cliftonville FC (Cliftonville a été disqualifié) |
| 1999/00   | Glentoran FC                   | 1-0           | Portadown FC                                     |
| 2000/01   | Glentoran FC                   | 1-0           | Linfield FC                                      |
| 2001/02   | Linfield FC                    | 2-1           | Portadown FC                                     |
| 2002/03   | Coleraine FC                   | 1-0           | Glentoran FC                                     |
| 2003/04   | Glentoran FC                   | 1-0           | Coleraine FC                                     |
| 2004/05   | Portadown FC                   | 5-1           | Larne FC                                         |
| 2005/06   | Linfield FC                    | 2-1           | Glentoran FC                                     |
| 2006/07   | Linfield FC                    | 2-2 3-2       | Dungannon Swifts                                 |
| 2007/08   | Linfield FC                    | 2-1           | Coleraine FC                                     |
| 2008/09   | Crusaders FC                   | 1-0           | Cliftonville FC                                  |
| 2009-2010 | Linfield FC                    | 2-1           | Portadown FC                                     |
| 2010-2011 | Linfield FC                    | 2-1           | Crusaders FC                                     |
| 2011-2012 | Linfield FC                    | 4-1           | Crusaders FC                                     |
| 2012-2013 | Glentoran FC                   | 3-1           | Cliftonville FC                                  |
| 2013-2014 | Glenavon FC                    | 2-1           | Ballymena United                                 |
| 2014-2015 | Glentoran FC                   | 1-0           | Portadown FC                                     |
| 2015-2016 | Glenavon FC                    | 2-0           | Linfield FC                                      |
| 2016-2017 | Linfield FC                    | 3-0           | Coleraine FC                                     |
| 2017-2018 | Coleraine FC                   | 3-1           | Cliftonville FC                                  |
| 2018-2019 | Crusaders FC                   | 3-0           | Ballinamallard United                            |
| 2019-2020 | Glentoran FC                   | 2-1ap         | Ballymena United                                 |
| 2020-2021 | Linfield FC                    | 2-1           | Larne FC                                         |
| 2021-2022 | Crusaders FC                   | 2-1ap         | Ballymena United                                 |
| 2022-2023 | Crusaders FC                   | 4-0           | Ballymena United                                 |
| 2023-2024 | Cliftonville FC                | 3-1ap         | Linfield FC                                      |
| 2024-2025 | Dungannon Swifts               | 1-1ap, 4-3tab | Cliftonville FC                                  |

### Bilan
| Rang | Club                 | Finales gagnées (Première-Dernière) | Finales perdues (Première-Dernière) |
| 1    | Linfield FC          | 44 (1891-2021)                      | 22 (1894-2024)                      |
| 2    | Glentoran FC         | 23 (1914-2020)                      | 19 (1896-2006)                      |
| 3    | Distillery FC        | 12 (1884-1971)                      | 8 (1888-1969)                       |
| 4    | Cliftonville FC      | 9 (1883-2024)                       | 13 (1881-2018)                      |
| 5    | Belfast Celtic       | 8 (1918-1947)                       | 4 (1906-1929)                       |
| 6    | Glenavon FC          | 7 (1957-2016)                       | 10 (1921-1998)                      |
| 7    | Ballymena United     | 6 (1929-1989)                       | 12 (1930-2023)                      |
| 8    | Coleraine FC         | 6 (1965-2018)                       | 7 (1948-2017)                       |
| 9    | Crusaders FC         | 6 (1967-2023)                       | 3 (1980-2012)                       |
| 10   | Ards FC              | 4 (1927-1974)                       | 2 (1960-1993)                       |
| 11   | Portadown FC         | 3 (1991-2005)                       | 8 (1962-2015)                       |
| 11   | Derry City FC        | 3 (1949-1964)                       | 3 (1936-1971)                       |
| -    | Shelbourne FC        | 3 (1906-1920)                       | 3 (1905-1908)                       |
| 14   | Queen's Island FC    | 2 (1882-1924)                       | 0                                   |
| 15   | Bohemians FC         | 1 (1908)                            | 5 (1895-1911)                       |
| 16   | Bangor FC            | 1 (1993)                            | 2 (1938-1994)                       |
| -    | Carrick Rangers      | 1 (1976)                            | 2 (1984-1995)                       |
| -    | Ulster Football Club | 1 (1887)                            | 2 (1883-1891)                       |
| 19   | Willowfield FC       | 1 (1928)                            | 1 (1924)                            |
| -    | Dungannon Swifts     | 1 (2025)                            | 1 (2007)                            |
| 21   | Dundela FC           | 1 (1955)                            | 0                                   |
| -    | Gordon Highlanders   | 1 (1890)                            | 0                                   |
| -    | Moyola Park FC       | 1 (1881)                            | 0                                   |

### Statistiques
- Plus grand nombre de défaites : 22 Linfield FC.
- Plus grand nombre de victoires consécutives : 4 Glentoran FC de 1985 à 1988.
- Plus grand nombre de défaites consécutives : 3 Linfield FC de 1975 à 1977.
- Plus grand nombre de participations à une finale : 66 Linfield FC
- Plus grand nombre de participations consécutives à une finale : 5 finales consécutives : Linfield FC de 1891 à 1895 et de 1912 à 1916.
- Victoire la plus large en finale (sans compter les prolongations, les tirs au but et les finales rejouées) : 9 buts d'écart.
  - Linfield FC 10-1 Bohemians FC en 1895.
- Plus grand nombre de buts marqués en finale (sans compter les prolongations, les tirs au but et les finales rejouées) : 11 buts.
  - Linfield FC 10-1 Bohemians FC en 1895.
- Clubs ayant gagné une finale sans jamais en avoir perdu :
  - Dundela Football Club
  - Gordon Highlanders
  - Moyola Park Football Club
  - Queen's Island Football Club.
- Clubs ayant perdu une finale sans jamais en avoir gagné :
  - Larne Football Club (6 finales perdues)
  - Derry Celtic Football Club (2 finales perdues dont 1 pour Derry Celtic et 1 finale perdue pour Saint Columb's Hall Celtic)
  - Limavady United Football Club
  - Belfast YMCA (1 finale perdue)
  - Freebooters FC
  - The Black Watch (Limerick)
  - Wellington Park